# Christiansfelds kommun
Christiansfelds kommun var en kommun i Sønderjyllands amt i Danmark. Kommunens huvudort var Christiansfeld. Sedan 2007 ingår större delen av kommunen i Koldings kommun. Socknarna Bjerning Sogn, Fjelstrup Sogn och Hjerndrup Sogn överfördes dock till Haderslevs kommun.